# STS-133
La STS-133 (Vuelo de ensamblaje ULF5) fue la última misión del transbordador espacial Discovery dentro del Programa del Transbordador Espacial. La misión, que originalmente fue programada para su lanzamiento el 1 de noviembre de 2010, tuvo que ser reprogramada en 9 ocasiones hasta su lanzamiento el 24 de febrero de 2011 a las 4:50 p. m. EST. Comandado por Steve Lindsey, único comandante de la historia del transbordador en conseguir 5 vuelos de Transbordador, el vuelo llevó el Módulo Multipropósito "Leonardo" a la Estación Espacial Internacional y lo dejó acoplado a esta de manera permanente. También llevó consigo el tercero de 4 ELCs (ExPRESS Logistic Carrier), un Robot humanoide llamado "Robonaut 2" y el DE (SpaceX's Dragon-Eye). Además de otros componentes y objetos de uso terrestre (como banderas, ladrillos LEGO, e insignias en honor al final del programa del transbordador espacial). La misión constituyó el trigésimonoveno y último vuelo del Transbordador espacial Discovery y a su vez el vuelo 133 del programa del transbordador espacial, que comenzó el 12 de abril de 1981, siendo esta la penúltima misión del programa y la primera del año (2011).

## Tripulación
Véase también: Tripulación del transbordador espacial
- Steve Lindsey (5) -  Comandante
- Eric Boe (2) -  Piloto
- Alvin Drew (2) -  Especialista 1 de misión
- Stephen Bowen (2) -  Especialista 2 de misión (F.E.)
- Michael Barratt (2) -  Especialista 3 de misión
- Nicole Stott (2) -  Especialista 4 de misión

### Proceso del transbordador

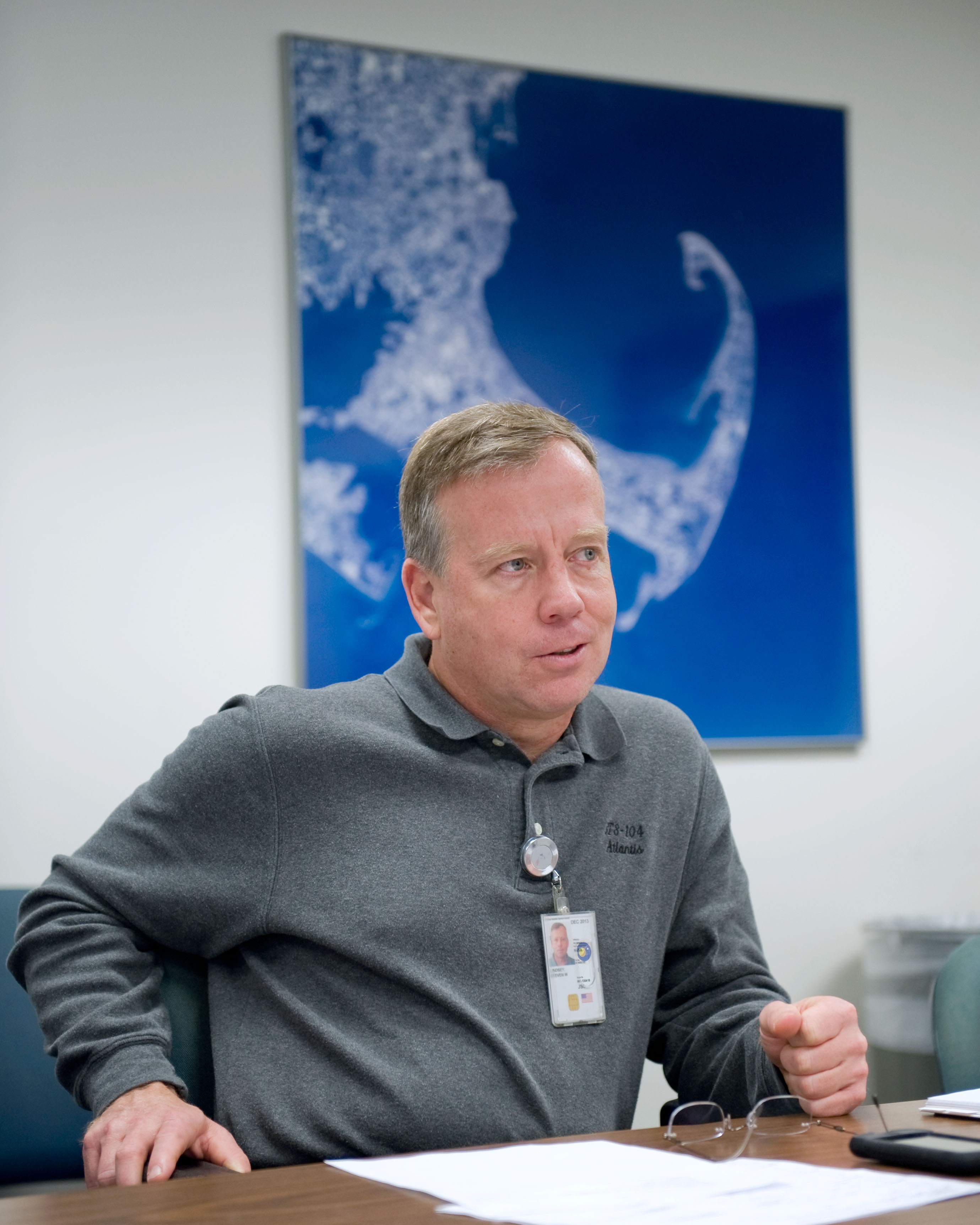
Steven W. Lindsey, Comandante veterano del Transbordador Espacial.

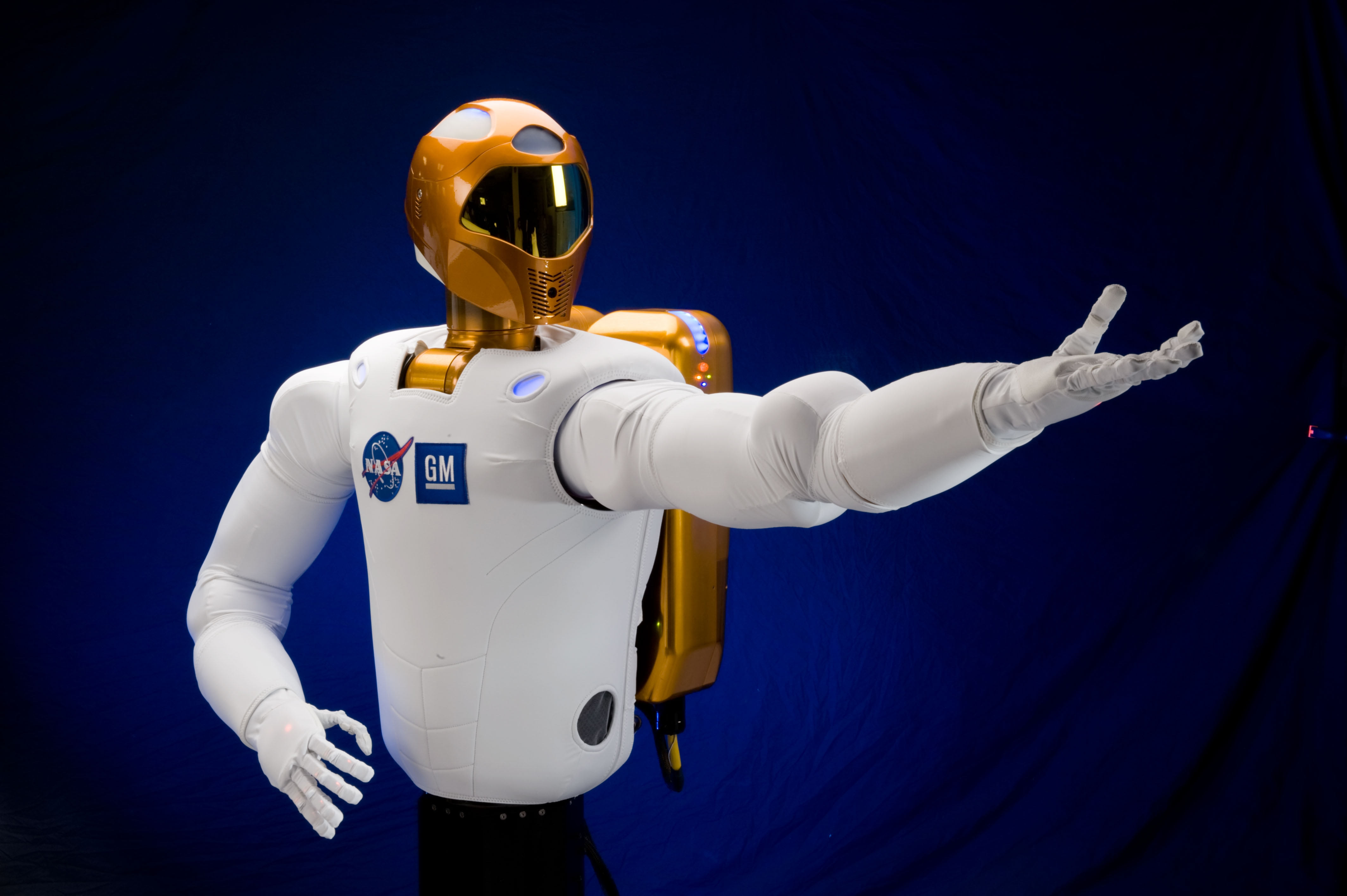
Robonaut 2, fue el primer robot humanoide en visitar la estación espacial internacional.

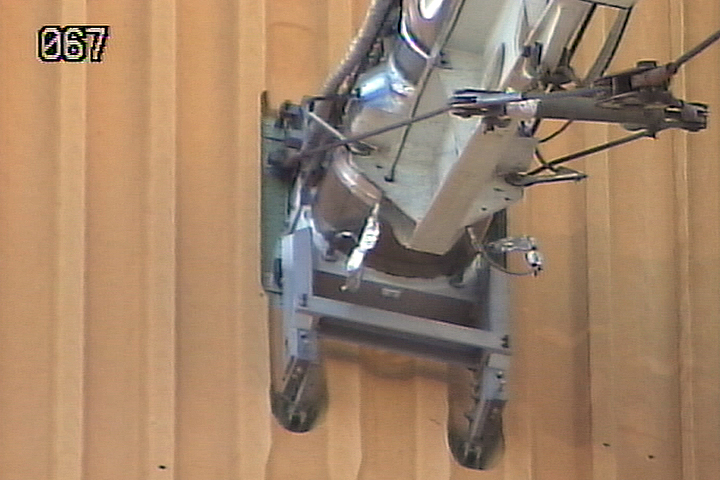
Fotografía tomada al ET del Discovery en el GUCP donde se encontraron las fugas de combustible.

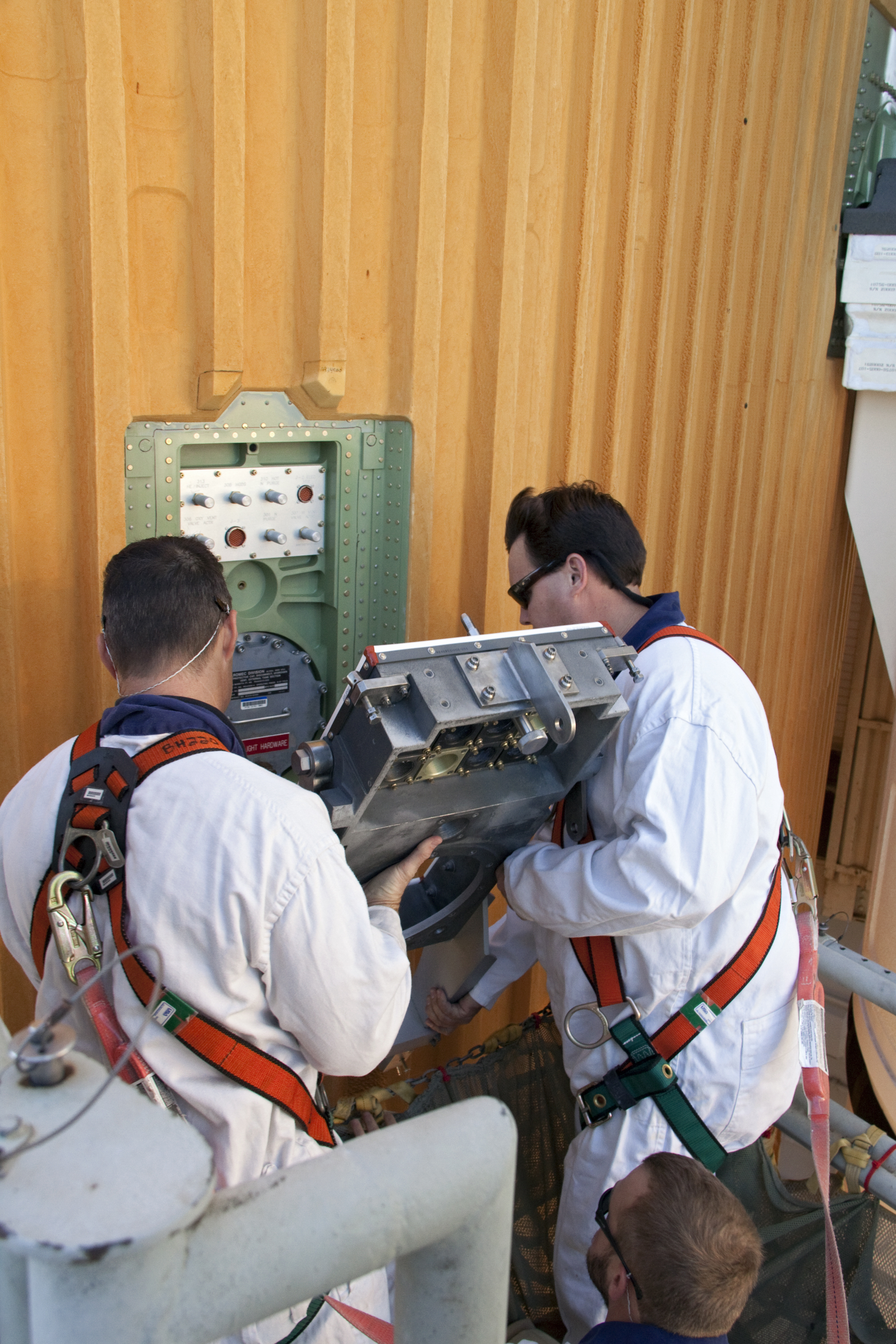
Los técnicos comienzan a instalar un nuevo GUCP en el External Tnak de Discovery.

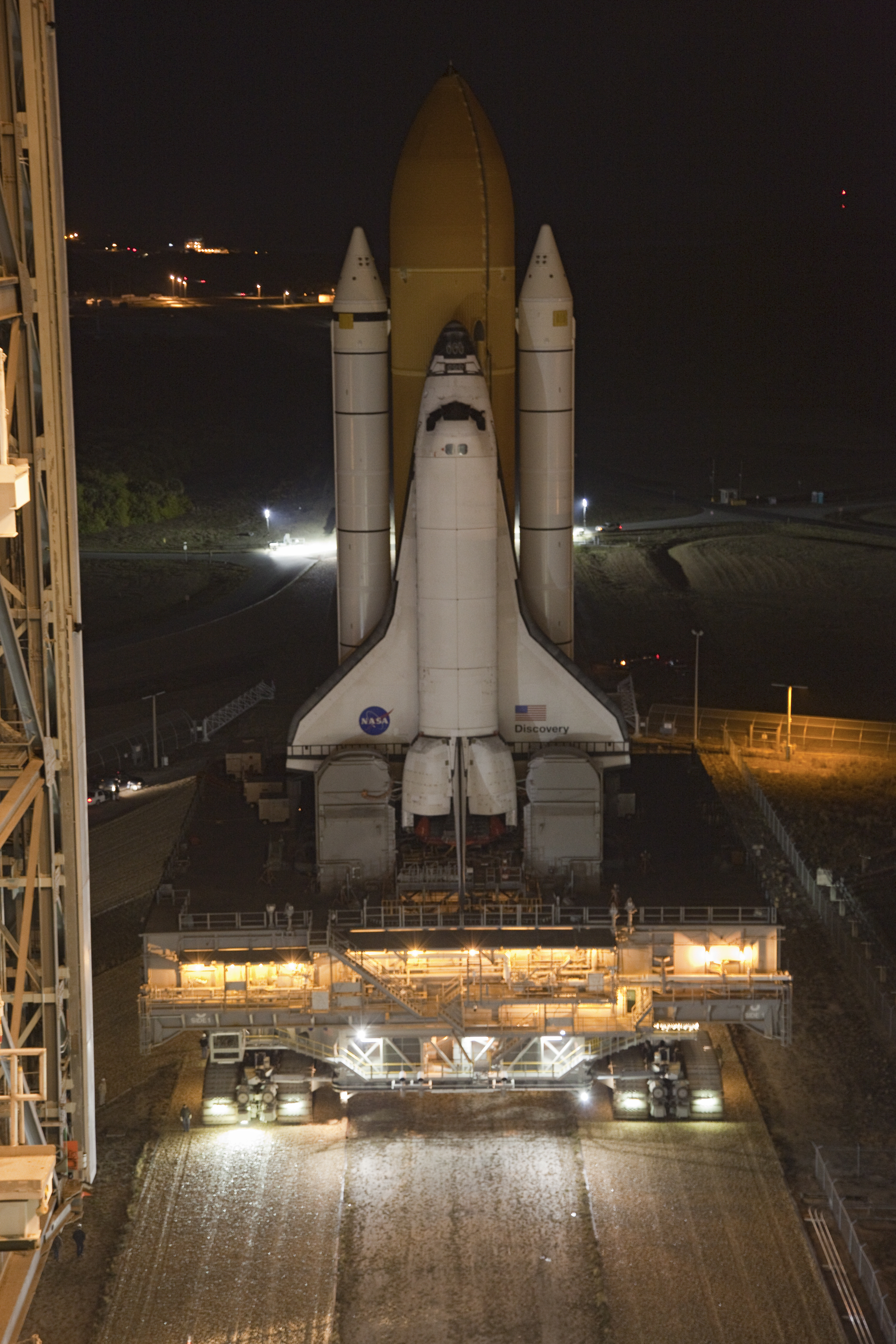
El Discovery, hace su ingreso al VAB, de regreso desde la Plataforma LC-39A.

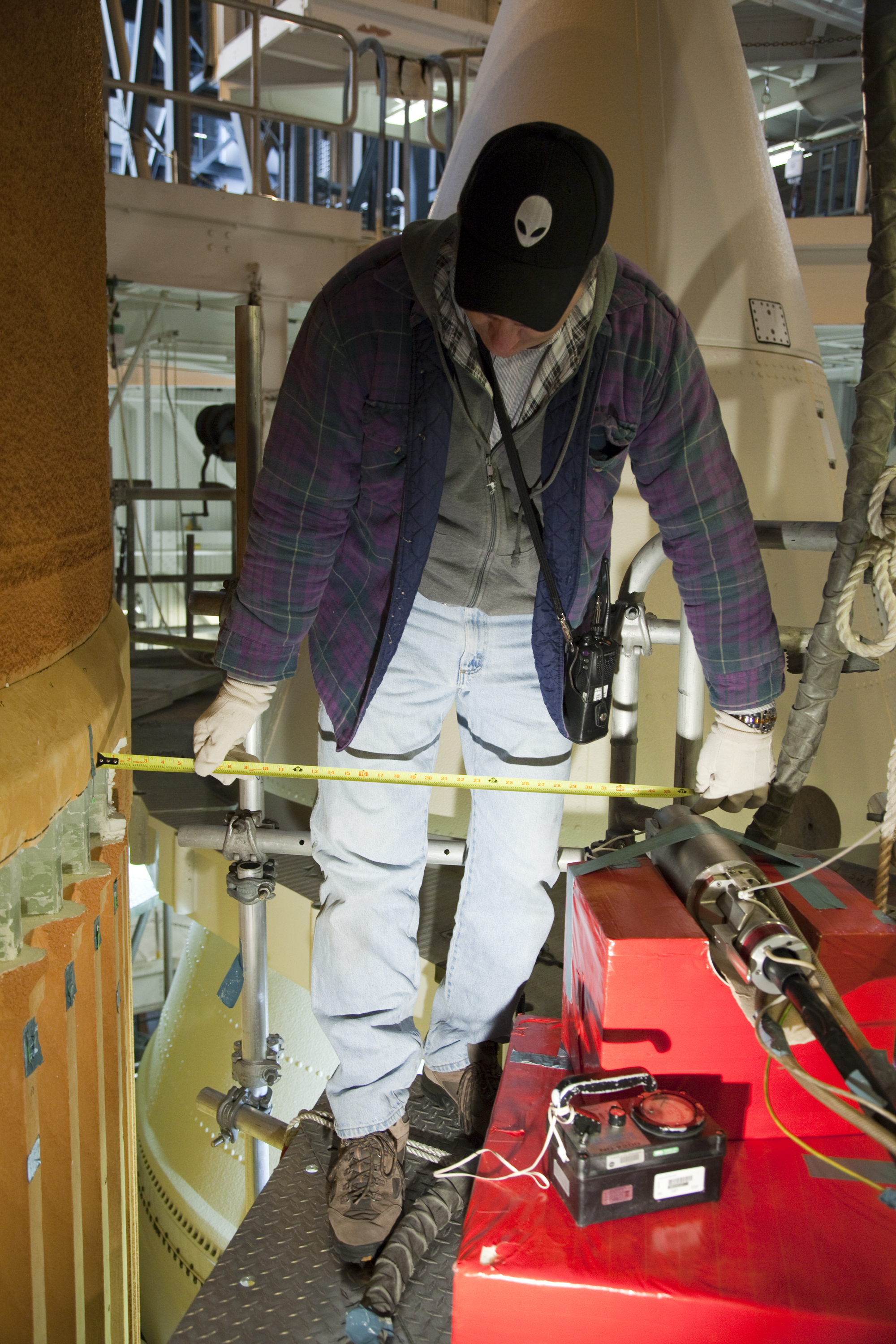
Un técnico del equipo es fotografiado mientras procede a escanear el tanque empleando rayos X.

### Test de Conteo y Demostración Terminal (TCDT)

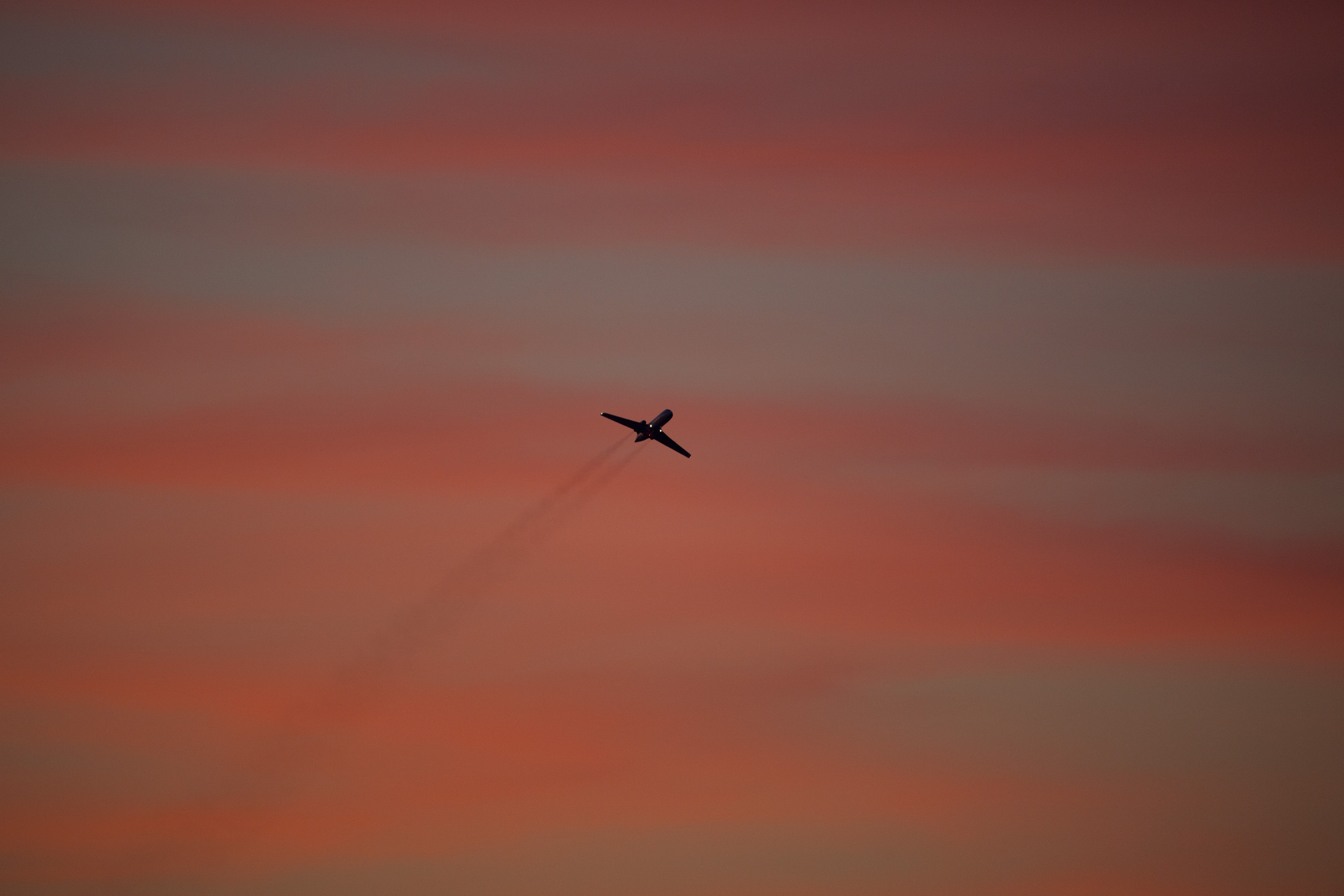
Steve Lindsey y Eric Boe Realizando maniobras de Touch and go en el cielo sobre el complejo SLF (Shuttle Landing Facility) de KSC.

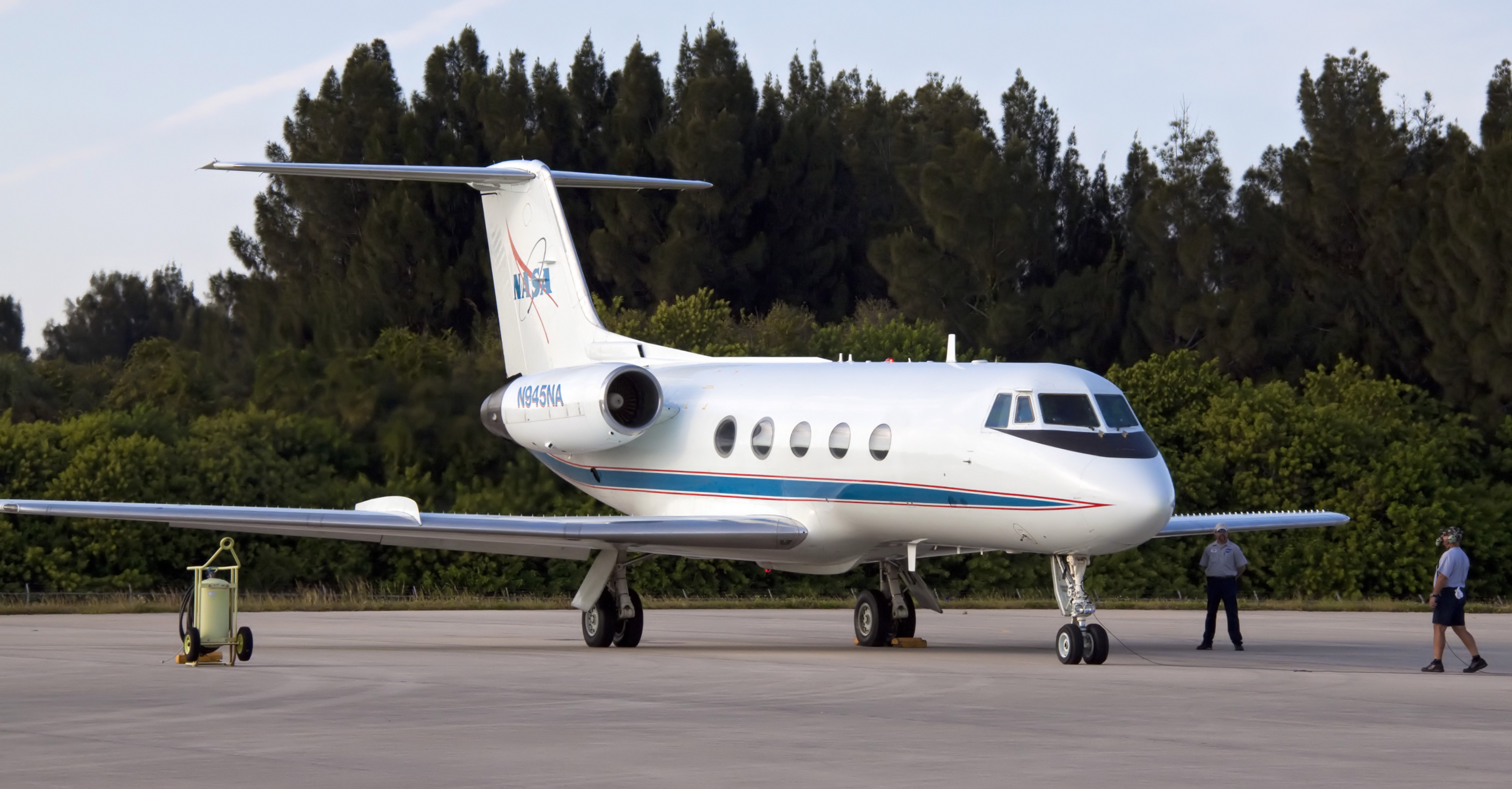
El Gulfstream II, aterriza en KSC trayendo a los astronautas de la STS-133.